# Hans-Otto Binder

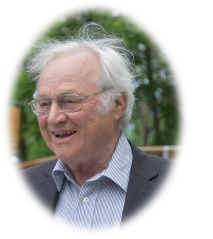
Hans-Otto Binder

Hans-Otto Binder (* 15. Mai 1940 in Balingen; † 29. Mai 2017 in Tübingen) war ein deutscher Historiker. Er war während des ganzen Berufslebens mit Tübingen verbunden, wo er als Dozent an der Eberhard Karls Universität und als Gemeinderat bzw. Ortschaftsrat von Hirschau wirkte.

## Leben
Hans-Otto Binder war der Sohn eines Pastors und Mitglieds der Bekennenden Kirche. Er wuchs in einem christlich-sozialen Milieu auf. Er lernte in den Seminaren in Maulbronn und Blaubeuren, wo er das Abitur machte. Danach studierte er an den Universitäten Tübingen, Göttingen und Berlin. In Tübingen wurde er 1959 wie sein Vater Mitglied der Studentenverbindung Normannia, aus der er später ausgeschieden ist. Nach dem Abschluss kehrte er nach Tübingen zurück, wo er an seiner Dissertation über Otto Bismarck arbeitete. Danach arbeitete er am Seminar für Neuere Geschichte der Tübinger Universität – zunächst als Assistent, dann als Akademischer Rat und zum Schluss als Akademischer Oberrat. Den Schwerpunkt seiner universitären Lehr- und Forschungsarbeit bildeten das 19. und das 20. Jahrhundert. Seine beliebtesten Seminarthemen waren deutsch-französische Beziehungen, Restauration, Industrialisierung, jüdische Geschichte in Württemberg, Erster Weltkrieg und Weimarer Republik. Er wirkte 30 Jahre an der Universität und 2002 ging er in den Ruhestand. In seiner Abschiedsvorlesung stellte er „Konflikte in Tübingen 1800 bis 1880“ dar.
Nachdem er 1966 Mitglied der SPD geworden war, begann er sich auch politisch zu betätigen. Eine Wahlperiode (1975–1980) vertrat er die SPD im Gemeinderat, drei Wahlperioden – bis 1986 – im Ortschaftsrat seinen Wohnortes Hirschau. Danach war er bis zuletzt Mitglied des Ortsvereinsvorstandes des SPD. Als Chronist der Arbeiterbewegung bemühte er sich mit großer Hingabe um den Erhalt des historischen Erbes der Sozialdemokratie. 1969 lernte er seine zukünftige Frau Roswith kennen. Mit ihr war er seit 1971 verheiratet und hatte zwei Töchter.
Seit der Pensionierung widmete sich Hans-Otto Binder in verstärktem Maße den Tübinger Themen. Für die „Tübinger Blätter“ schrieb er über die Jahrzehnte Aufsätze, worin er Persönlichkeiten aus Literatur und Politik beleuchtete. Nachdem das Stadtmuseum Tübingen seit 2003 keine Leitung hatte und dort dubiose Sachen geschehen waren (Verschwinden von Exponaten), wurde er im Juli 2003 Vorsitzender des Vereins Freunde des Stadtmuseums Tübingen, dem es gelang – dank seiner akribischer Arbeit –, den Verfall des Museums zu stoppen.
Außerdem widmete er sich speziell dem Nationalsozialismus in Tübingen, einem Thema, das ihn schon seit der Jugend begleitete, da er zu der Überzeugung gelangte, dass es in diesem Bereich „mehr weiße Flecken als erforschte Inseln“ gibt. In der Rede zur Vorstellung des Buches Heimkehrertafel als Stolperstein drückte er 2007 sein Anliegen aus: „Ankämpfen gegen das gewollte Vergessen“, was in Tübingen durch den langjährigen Oberbürgermeister Hans Gmelin etabliert und kultiviert wurde. 2008 gründete er den Arbeitskreis „Moderne Tübinger Stadtgeschichte“ mit, der sich insbesondere mit der Aufarbeitung des Nationalsozialismus in Tübingen beschäftigte. Aus diesem Arbeitskreis ging 2010 der Verein Lern- und Dokumentationszentrum für Nationalsozialismus e. V. hervor, dessen Vorstandsvorsitzender er wurde. Diese Funktion hatte er bis Anfang 2016 inne, als er eine Wiederwahl aus gesundheitlichen Gründen ablehnte. Um den Verein nicht führungslos zu lassen, übernahm er den Vorsitz kommissarisch bis zur nächsten Vollversammlung, die am 28. April 2017 stattfand. Er blieb aber ein gewöhnliches Vorstandsmitglied.
Der Vorsitz des Vereins war belastend, weil der programmatische Name des Vereins in Tat umgesetzt werden sollte: der Verein sollte einen Sitz finden, der gleichzeitig eine Ausstellung, einen modernen Lernort und Dokumentationszentrum mit Bibliothek beherbergen sollte. Dazu musste ein genauer Konzept ausgearbeitet, um finanzielle Unterstützung geworben und schwierige und langwierige Verhandlungen mit der Stadtverwaltung geführt werden. Zwar hatte sich die Stadtverwaltung bereit erklärt, einen Teil des Untergeschosses des ehemaligen Güterbahnhofs dem Verein zu übergeben, doch die Anfang 2017 von der Stadt angebotene Fläche, reicht nicht aus, um das vom Verein entwickelte Konzept zu verwirklichen.
Hans-Otto Binder starb plötzlich infolge eines Herzinfarkts.

## Veröffentlichungen
- Mitverfasser von: Wie aus Fremden Gäste wurden. Zum 125-jährigen Jubiläum des Bürger und Verkehrsverein Tübingen 1891 e. V. Tübingen : Bürger- und Verkehrsverein Tübingen 1891 e. V. 2016.
- Tübingen und das schwäbische Geistesleben. Das Evangelische Stift und die württembergischen Klosterschulen. In: Reinhold Weber (hrsg.): Baden-württembergische Erinnerungsorte. Stuttgart : Kohlhammer 2012, ISBN 978-3-17-021739-3, S. 324–335.
- Herausgeber und Mitautor von: Vom braunen Hemd zur weißen Weste? Vom Umgang mit der Vergangenheit in Tübingen nach 1945. Tübingen : Kulturamt 2011, ISBN 978-3-941818-02-6 (= Kleine Tübinger Schriften, 38).
- Die territorialen Bestimmungen der Pariser Vorverträge und ihre längerfristigen Konsequenzen. In: Lothar Hilbert: Das Ende des Ersten Weltkrieges vor 90 Jahren und die Friedensverträge von 1919. Konstanz : Volksbund Deutsche Kriegsgräberfürsorge / Stuttgart : Landeszentrale für politische Bildung Baden-Württemberg 2009, S. 48–68.
- Mitautor von: Die Heimkehrertafel als Stolperstein. Vom Umgang mit der NS-Vergangenheit in Tübingen. Tübingen : Kulturamt 2007, ISBN 978-3-910090-76-7 (= Kleine Tübinger Schriften, 32).
- mit Wilfried Setzler und Benigna Schönhagen: Kleine Tübinger Stadtgeschichte. Tübingen : Silberburg-Verlag 2006, ISBN 978-3-87407-666-1; 2. Aufl. 2013 ISBN 978-3-8425-1287-0.
- Tübingen als Universitätsstadt im Königreich Württemberg. In: Sönke Lorenz und Wilfried Setzler (hrsg.): Tubingensia, Ostfildern : Thorbecke 2008, ISBN 978-3-7995-5510-4, S. 537–558.
- Ein Streifzug durch die Geschichte der Alten Silcherschule. In: Hans-Otto Binder (hrsg.): Mit Ernst und Liebe. Zur Geschichte der Alten Silcherschule in Tübingen. Begleitbuch der Ausstellung zur Geschichte der Alten Silcherschule, 23. September bis 27. November 2005, Tübingen : Kulturamt 2005, ISBN 978-3-910090-65-1, S. 15–26 (= Tübinger Kataloge, 72).
- Mitautor von: „Proletarier und Akademiker“. Die Geschichte eines nicht ganz gewöhnlichen Ortsvereins. 130 Jahre SPD Ortsverein Tübingen. Tübingen : SPD-Ortsverein 2005.
- Carlo Schmid (1886–1979). In: Reinhold Weber (hrsg.): Politische Köpfe aus Südwestdeutschland, Stuttgart : Landeszentrale für Politische Bildung 2005, S. 246–256 (= Schriften zur politischen Landeskunde Baden-Württembergs, 33).
- Beiträge in: Hirschau. Landschaft, Kultur, Geschichte, Wirtschaft, hrsg. von  Hermann Endreß. Tübingen : Kulturamt 2004.
- Verein der Freunde des Stadtmuseums Tübingen e. V. Die ersten 20 Jahre. Tübingen : Verein der Freunde des Stadtmuseums Tübingen e. V. 2004.
- Herausgeber: Ritterkreuz und Judenstern. Rommel und das jüdische Landschulheim Herrlingen. Über den Umgang mit Geschichte vor Ort. Tübingen : Historisches Seminar der Universitär Tübingen o. J. [1995].
- Mitautor von: Frauen in den Kriegen des 20. Jahrhunderts. Referate anläßlich des Symposiums ‚Frauen in den Kriegen des 20. Jahrhunderts‘, Tübingen 1993. Konstanz : Volksbund Deutsche Kriegsgräberfürsorge / Stuttgart : Landeszentrale für politische Bildung 1994.
- Armenpflege und Wohlfahrtswesen im 18. Jahrhundert in Württemberg unter besonderer Berücksichtigung Tübingens. In: Helga Merkel (hrsg.): Zwischen Ärgernis und Anerkennung. Mathilde Weber. Tübingen : Stadtmuseum Tübingen 1993, ISBN 3-910090-07-9, S. 71–86 (= Tübinger Kataloge, 39).
- mit Dieter Stievermann in Verbindung mit Volker Press und Kurt Diemer: Geschichte der Stadt Biberach. Stuttgart : Theiss 1991, ISBN 978-3-8062-0564-0.
- Der Friedensgedanke in den Friedensschlüssen der Neuzeit, hrsg. von der Landeszentrale für Politische Bildung. Villingen-Schwenningen : Neckar-Verlag 1987, ISBN 978-3-7883-0858-2.
- mit Gottfried Schmitt unter Mitarbeit von Angela Würmlin: „Bis alles bezahlt ist“. Aus den Protokollbüchern der Tübinger SPD 1894–1958, hrsg. vom Ortsverein der SPD in Tübingen, Tübingen o. J. [1985–1988] (= Materialien zu einer Geschichte der Tübinger SPD, 1).
- Reich und Einzelstaaten während der Kanzlerschaft Bismarcks 1871–1890. Eine Untersuchung zum Problem der bundesstaatlichen Organisation. Tübingen : Mohr 1971, ISBN 978-3-16-832911-4 (= Dissertation Universität Tübingen 1971; Tübinger Studien über Geschichte und Politik, 29).